# Jacob Brandsma
Jacob Brandsma (* 16. August 1898 in Amsterdam; † 16. Mai 1976 ebenda) war ein niederländischer Ruderer.

## Karriere
Jacob Brandsma wurde zusammen mit Dirk Fortuin, Jean-Baptiste van Silfhout, Louis Dekker und seinem Bruder Johannes Brandsma 1924 Europameister im Vierer mit Steuermann. Bei den Olympischen Sommerspielen 1924 erreichte die gleiche Besatzung das Finale der Vierer mit Steuermann-Regatta, konnte das Rennen jedoch nicht beenden. Im Folgejahr gewann Jacob Brandsma mit Jean-Baptiste van Silfhout, Johannes van der Vegte und Th. Wennekendonk bei den Europameisterschaften in Prag Silber.